# سماگلوتاید
سماگلوتاید (به انگلیسی: Semaglutide) که با نام‌های تجاری اوزمپیک (به انگلیسی: Ozempic)، ویگووی (به انگلیسی: Wegovy) و رایبلسس (به انگلیسی: Rybelsus) به فروش می‌رسد، یک داروی ضد دیابت برای درمان دیابت نوع ۲ و یک داروی لاغری مورد استفاده برای مدیریت طولانی مدت وزن است. این دارو در سال ۲۰۱۲ توسط شرکت نوو نوردیسک توسعه داده شد. این دارو یک پپتید شبیه به هورمون پپتید شبه‌گلوکاگون ۱ (GLP-1) است که با یک زنجیره جانبی اصلاح شده‌است. این دارو را می‌توان با تزریق زیر جلدی یا خوراکی مصرف کرد. اثربخشی تیرزپاتاید در کاهش وزن، بیشتر از سماگلوتاید است.
سماگلوتاید یک آگونیست گیرنده پپتید شبه‌گلوکاگون ۱ است. شایع‌ترین عوارض جانبی آن شامل تهوع، استفراغ، اسهال، درد شکم و یبوست است.
در سال ۲۰۲۰ سماگلوتاید با بیش از ۴ میلیون نسخه، ۱۲۹مین داروی رایج تجویز شده در ایالات متحده بود.

## عوارض جانبی
عوارض جانبی احتمالی سماگلوتاید شامل حالت تهوع، اسهال، استفراغ، یبوست، درد شکمی، سردرد، خستگی، سوءهاضمه / سوزش، سرگیجه، دیافراگم، دیافای، هیپوگلیسمی (گلوکز خون پایین) در بیماران مبتلا به دیابت نوع ۲، نفخ، گاسترونتریس و بیماری بازتاب معده (GERD) است. همچنین می‌تواند باعث پانکراتیت، گاستروپارزی و انسداد روده شود.

## موارد منع مصرف
داده‌های حاصل از مطالعات جوندگان در مورد هیپرپلازی سلول C تیروئید با واسطه GLP-1 نشان می‌دهد که استفاده در افرادی که سابقه شخصی یا خانوادگی کارسینوم مدولاری تیروئید یا مبتلا به نئوپلازی غدد درون‌ریز متعدد نوع ۲ دارند، منع مصرف دارد.

## مکانیسم عمل
سماگلوتاید یک آگونیست گیرنده پپتید-۱ شبه گلوکاگون است. این دارو با تقلید از عملکرد پپتید شبه‌گلوکاگون ۱ اینکرتین (GLP-1) تولید انسولین را افزایش می‌دهد. همچنین به نظر می‌رسد که رشد سلول‌های بتای پانکراس را که مسئول تولید و آزادسازی انسولین هستند، افزایش می‌دهد. علاوه بر این، از تولید گلوکاگون، هورمونی که باعث افزایش گلیکوژنولیز (آزادسازی کربوهیدرات ذخیره شده از کبد) و گلوکونئوژنز (سنتز گلوکز جدید) می‌شود، جلوگیری می‌کند. این دارو با کاهش اشتها و کاهش سرعت هضم در معده، مصرف غذا را کاهش می‌دهد و به کاهش چربی بدن کمک می‌کند.

## جامعه و فرهنگ

### وضعیت حقوقی
در ژوئن ۲۰۲۱ یک نسخه با دوز بالاتر برای استفاده تزریقی که با نام تجاری ویگووی فروخته می‌شد توسط سازمان غذا و داروی ایالات متحده به عنوان داروی لاغری برای مدیریت طولانی مدت وزن در بزرگسالان تأیید شد. در نوامبر ۲۰۲۱ کمیته فرآورده‌های دارویی برای استفاده انسانی (CHMP) آژانس دارویی اروپا توصیه کرد که مجوز بازاریابی برای ویگووی به نووو نوردیسک اعطا شود. در ژانویه ۲۰۲۲ ویگووی برای استفاده پزشکی در اتحادیه اروپا مورد تأیید قرار گرفت.

### اقتصاد
بر اساس گرازش نیویورک تایمز در ایالات متحده، تا سال ۲۰۲۲ ویگووی دارای قیمت فهرست شده ۱۳۴۹٫۰۲ دلار در ماه است که نشان می‌دهد به دلیل هزینه‌های بالا بسیاری از افرادی که می‌توانند از کاهش وزن بیشتر سود ببرند، ممکن است قادر به خرید چنین داروهای گران‌قیمتی نباشند. هزینه‌های بالای اوزیمپیک برخی از شرکت‌های بیمه را بر آن داشت تا در مورد پوشش بیماران با آنچه که این شرکت‌ها شواهد ناکافی برای تشخیص دیابت تلقی می‌کردند تحقیق به عمل آورند یا از پوشش بیمه آنها خودداری کنند و ادعا کنند این دارو به‌طور غیرقانونی برای کاهش وزن تجویز می‌شود.
در بریتانیا، سماگلوتاید در نسخه سرویس سلامت ملی برای دیابت با هزینه اسمی یا بدون هزینه برای بیماران در دسترس است. همچنین برای چاقی مفرط در دسترس است و به مدت دو سال محدود به درمان است.
تقاضای بالا باعث کمبود عرضه جهانی سماگلوتید در سال ۲۰۲۳ شد.